# Давлетово (Баймацький район)
Давле́тово (рос. Давлетово, башк. Дәүләт) — присілок у складі Баймацького району Башкортостану, Росія. Входить до складу Сібайської сільської ради.
Населення — 25 осіб (2010; 22 в 2002).
Національний склад:
- башкири — 100%